# Diplocraterion

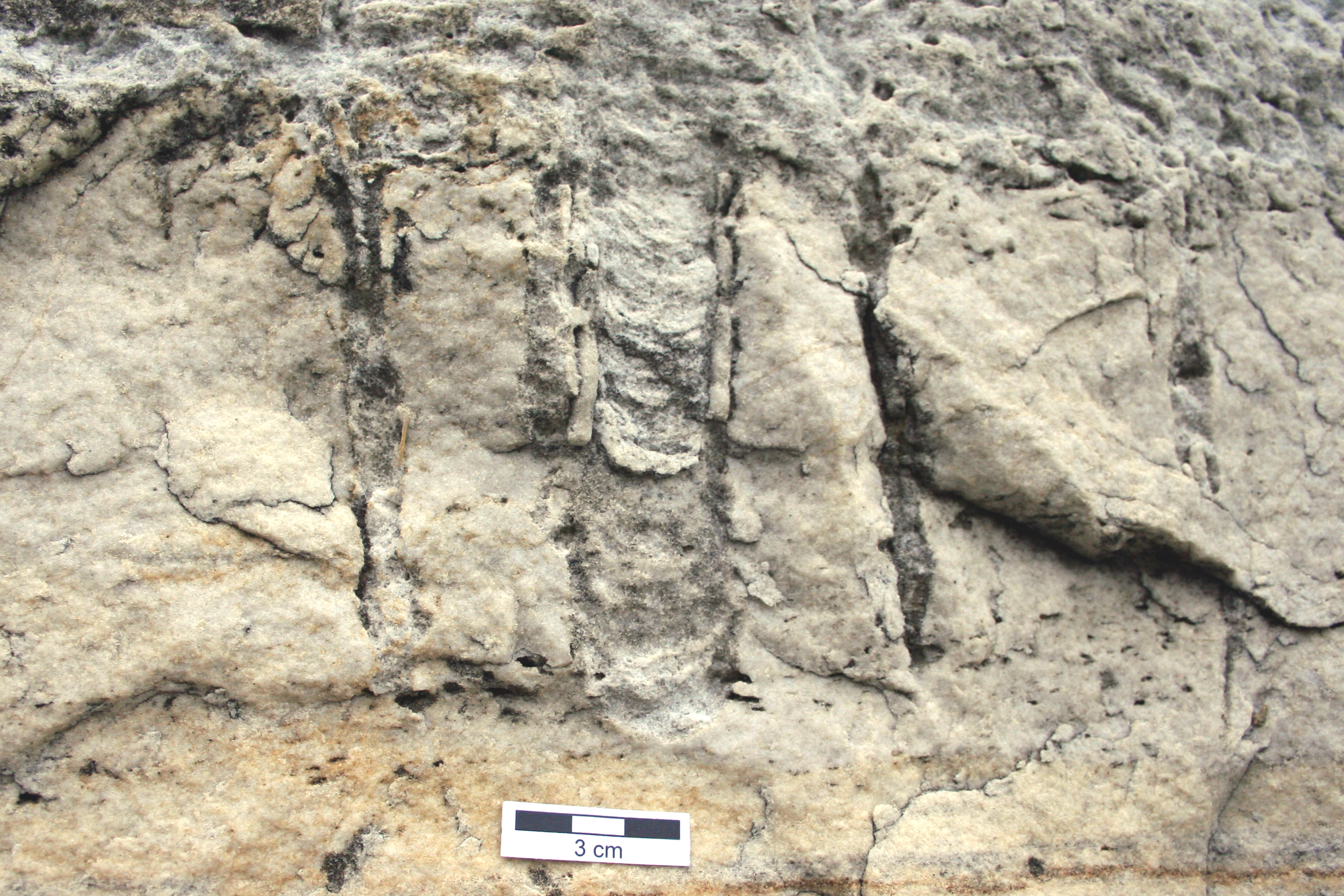
Teilweise abgewittertes, aber deutlich erkennbares Exemplar von Diplocraterion parallelum (Bildmitte, oberhalb des Maßstabes) in einem Aufschluss des Potsdam Sandstone (Kambrium) nahe der Chippewa Bay (New York)

 Diplocraterion (syn. Corophioides, Diplocraterium, Gabavermis, Polyupsilon) ist eine Gattung von Spurenfossilien (Ichnogenus). Es handelt sich um vertikale, U-förmige Grabgänge im Sediment. Kennzeichnend ist neben der charakteristischen Geometrie das Vorhandensein sogenannter Spreiten, d. h. von linearen Strukturen, die außerhalb der und parallel zur eigentlichen Grabröhre verlaufen und deren vormalige Position im Sediment anzeigen. Diplocraterion kommt vor allem in siliziklastischen Ablagerungen verschiedener mariner Milieus ab dem Unterkambrium vor und gilt als Fress- und Wohnbau kleiner wirbelloser bilateraler Tiere.

## Etymologie
Der Name „Diplocraterion“ ist von den griechischen Wörtern διπλόος (diploos ‚doppelt‘) und κρατηρία (krateria „Schale, Schüssel“) abgeleitet. Er bezieht sich auf die zwei relativ dicht beieinander liegenden Öffnungen des Grabbaus an der ehemaligen Sedimentoberfläche, die auf der angewitterten Schichtfläche eines Sedimentgesteins als mehr oder weniger tiefe Mulden erscheinen können. Der Name wurde im Jahre 1870 von dem schwedischen Geologen Otto Torell in einer Arbeit über die Fossilien des Kambriums von Schweden geprägt. Typusichnospezies ist Diplocraterion parallelum.

## Merkmale und Abgrenzung
| \| \| |
| --- |
| Relativ kleine ?Diplocraterion in einem Geröll aus Sandstein aus dem Kambrium Schwedens (pleistozänes Geschiebe von der Insel Rügen). Die Spuren sind annähernd parallel zur ehemaligen Sedimentoberfläche angeschnitten (die leicht bräunliche Fläche im „oberen“ Bereich des Stückes könnte eine Schichtfläche repräsentieren). Wahrscheinlich ist die Spreite bei den meisten Exemplaren genauso weggewittert wie die Gangfüllungen. Nur bei dem rot markierten Exemplar zeigt sich deutlich die indikative Hantelform. |
| Dieses Exemplar zeigt deutlich die für Diplocraterion charakteristische Hantelform |

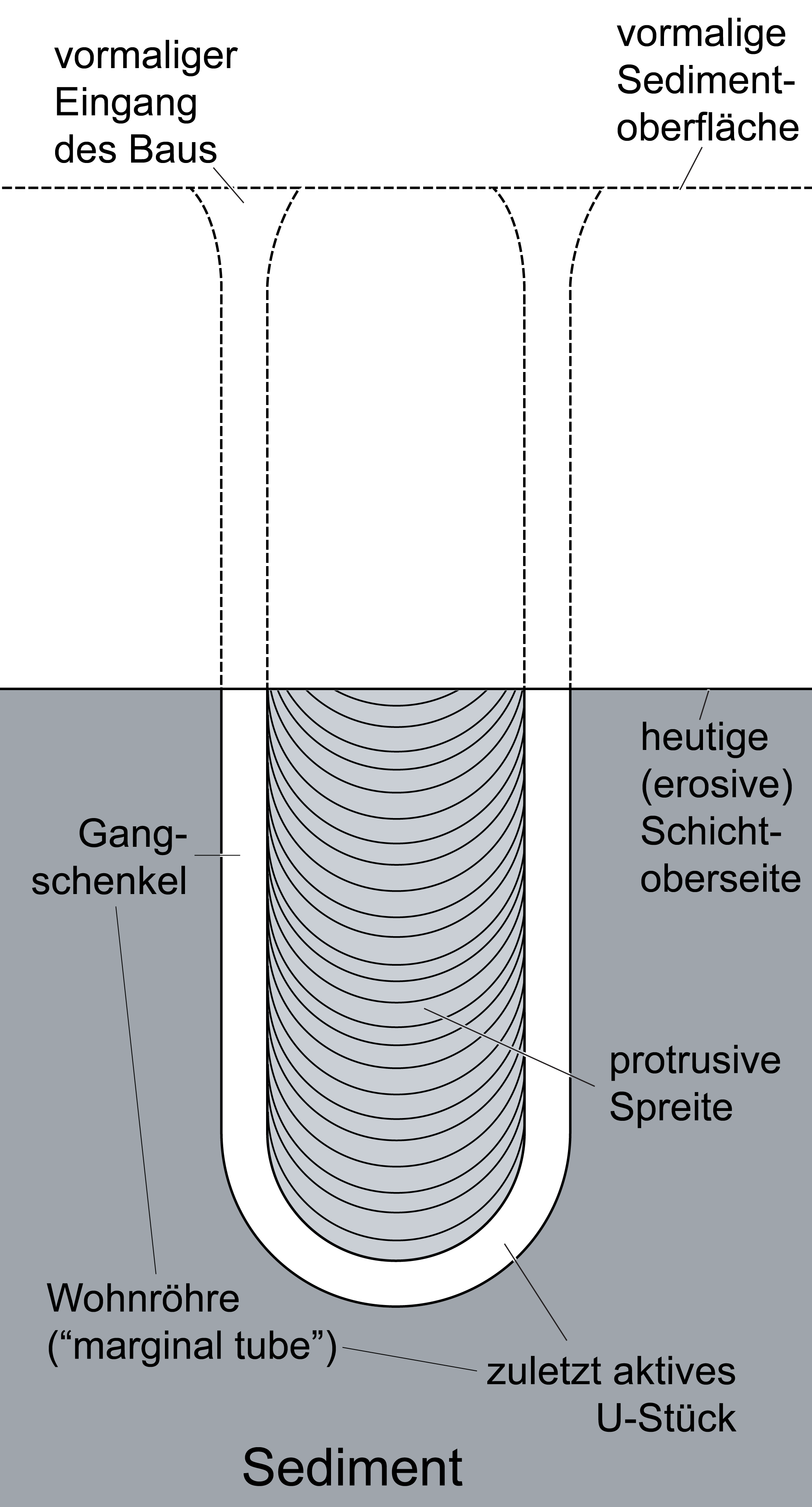
Schematische Darstellung von Diplocraterion parallelum mit protrusiver Spreite. Die angedeuteten Mündungstrichter an der ursprünglichen Sedimentoberfläche sind in der Regel nicht erhalten und gelten daher nicht als diagnostisches Kriterium.

Diplocraterion besteht aus einer offenen oder passiv verfüllten, senkrecht zu den Schichtflächen orientierten U-förmigen Grabröhre. Die beiden Schenkel dieser Grabröhre können parallel sein oder nach unten auseinanderlaufen (divergieren). Die Wandungen der Röhre(nfüllung) sind üblicherweise glatt. Die Spreiten können protrusiv (oberhalb des U-Bogens liegend und eine sukzessive Abwärtsbewegung desselben anzeigend) und/oder retrusiv (unterhalb des U-Bogens liegend und eine sukzessive Aufwärtsbewegung desselben anzeigend) sein. Da es sich um einen senkrechten Bau handelt, kann diese Morphologie nur in quer zu den Schichtflächen orientierten Gesteinsanschnitten beobachtet werden. Auf Schichtflächen äußert sich die Spur idealerweise in Form einer hantelartigen Struktur, wobei die beiden verdickten Enden der „Hantel“ die eigentlichen Gangquerschnitte sind und das „Griffstück“ der „Hantel“ die Spreite repräsentiert.
Ebenfalls um U-förmige Grabbauten handelt es sich bei den Spurengattungen Arenicolites und Rhizocorallium. Rhizocorallium ist sogar auch ein Spreitenbau *, unterscheidet sich von Diplocraterion jedoch darin, dass die Bauten nicht senkrecht, sondern entweder parallel oder schräg zur Sedimentoberfläche angelegt sind. Arenicolites hingegen ist zwar ein senkrechter Bau, unterscheidet sich von Diplocraterion jedoch durch das Fehlen von Spreiten. In vertikalen Querschnitten des U-Stücks der Grabröhre ähneln Diplocraterion-Bauten stark den Querschnitten des einfachen horizontalen Spreitenbaus Teichichnus. Bei hantelförmigen Ausgüssen an Schichtunterseiten von Feinsand- oder Siltsteinschichten muss es sich nicht zwangsläufig um Diplocraterion handeln, sondern es kann auch das Spurenfossil Bifungites vorliegen. Zwar wurde Bifungites schon mit Diplocraterion synonymisiert, ist aber nach Untersuchungen an vertikalen Anschnitten als spreitenloser, umgekehrt π-förmiger Bau identifiziert worden und bildet damit eine eigenständige Spurengattung.

## Ethologie, Erzeuger und Ichnofazies
Da die Diplocraterion-Röhre meist passiv verfüllt ist und die allgemeine Morphologie des Baus keine Merkmale aufweist, die nahelegen, dass ihr Erzeuger das Sediment systematisch durchforstet hat, gilt dieses Spurenfossil als Fress- und Wohnbau (Domichnion) eines Suspensionsfressers: Nahrungspartikel gelangten über die Bodenströmung in den Bau, wo sie von seinem Erzeuger und Bewohner, im U-Stück sitzend, aus dem Strom herausgefiltert wurden. Als Erzeugertaxa werden Polychaeten, Echiuriden und/oder kleine Crustaceen vermutet. Ein U-förmiger vertikaler Spreitenbau wird rezent vom Schlickkrebs (Corophium volutator) erzeugt, allerdings nur in schlammigem Substrat.
Die Spreite zeigt, dass der Diplocraterion-Erzeuger seinen Bau regelmäßig modifizierte und das U-Stück dabei jedes Mal entweder etwas tieferlegte (Protrusion) oder in ein geringfügig höheres Niveau verlagerte (Retrusion). Dies gilt als Anzeiger für den Sedimentationstrend im Ablagerungsraum. Unter der Annahme, dass der Diplocraterion-Erzeuger stets den gleichen Abstand zur damaligen Sedimentoberfläche, dem Meeresboden hielt, muss folglich eine protrusive Spreite aus permanenter Erosion im Ablagerungsraum resultieren, wohingegen eine retrusive Spreite das Ergebnis fortwährender Akkumulation von Sediment im Ablagerungsraum ist. Eine Spreite, die sowohl protrusiv als auch retrusiv ist („Diplocraterion yoyo“), zeigte demnach wechselnde Sedimentationstrends an.
Diplocraterion gilt als typisches Spurenfossil phanerozoischer Sandsteine des flachen Schelfs insbesondere des Wellen- und/oder gezeitenbeeinflussten Vorstrandbereichs, aber auch von küstenferner abgelagerten Tempestiten. Seltener ist die Spur in tiefmarinen Ablagerungen (Turbidite). Auch in brackischem und sogar limnisch-fluviatilem Milieu ist sie nachgewiesen. Als Element der Skolithos- und Glossifungites-Ichnofazies ist Diplocraterion typischerweise mit Spuren wie Skolithos und Arenicolites bzw. (auch) Rhizocorallium und Thalassinoides vergesellschaftet. Zwar gelten diese Ichnofazies allgemein als Anzeiger für marines Milieu, jedoch ist stets der gesamte sedimentologische Befund bei der Interpretation des Ablagerungsraumes zu berücksichtigen. So finden sich in bestimmten Schichten der frühkreidezeitlichen Siliziklastika der Hasandong-Formation (Südkorea) zwar die Spuren Diplocraterion luniforme und Skolithos sp., aber u. a. auch Schalen von Süßwassermuscheln, versteinerte Baumstümpfe und fossile Trockenrisse, was relativ eindeutig auf einen kontinentalen Ablagerungsraum hinweist.

## „Gabavermis“

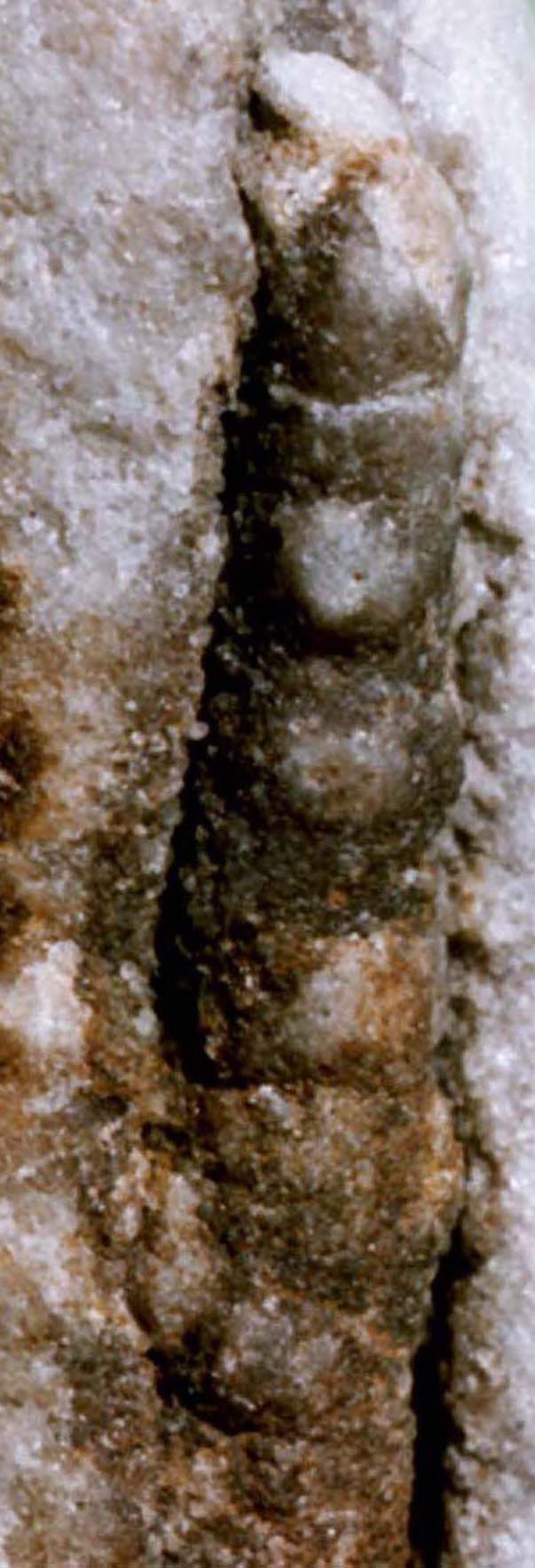
Detail des Holotyps von „Gabavermis annulatus“, mit deutlich erkennbarer Segmentierung und „Warzen“, beides erklärbar als Teile eines retrusiven Exemplars des Ichnotaxons Diplocraterion cf. parallelum.

Im Jahre 1985 fand ein Geschiebesammler am Strand von Hjerpsted (dänisch-schleswigsche Nordseeküste) ein Sandsteingeröll, dessen Ursprung wahrscheinlich im Unterkambrium Südschwedens liegt. Das für die wissenschaftliche Bearbeitung an die Gesellschaft für Geschiebekunde übergebene Stück zeigt eine Struktur, die seinerzeit als Spurenfossil Skolithos bestimmt wurde, wobei ein Teil dieser Struktur als der Spurenerzeuger gedeutet und 1989 unter dem Namen Skolithos annulatus als „Körperfossil eines mutmaßlichen Anneliden“ beschrieben wurde. Als Belege für seine Natur als Körperfossil wurden die Segmentierung der Teilstruktur (daher auch das Spezies-Epitheton „annulatus“) und die Präsenz von „warzenähnlichen Gebilden“ auf der Oberfläche der Teilstruktur erachtet. Da Skolithos als Ichnogenus keine Körperfossil-Spezies aufnehmen darf und das Binomen „Skolithos annulatus“ obendrein bereits in den 1970er Jahren für ein anderes Spurenfossil vergeben worden war, wurde nachfolgend die Gattung Gabavermis errichtet.
Jedoch schon in der Erstbeschreibung wurde in einem Gastbeitrag darauf hingewiesen, dass die „Erhaltung weichhäutiger Organismen in klastischen Gesteinen […] ein seltener Glücksfall [ist], der umso seltener ist, je gröber das Sediment ist“, und „daß es ein übergroßer Zufall wäre, wenn Ihr Kollege tatsächlich ein Körperfossil gefunden hätte.“ †  ‡ Spätere Untersuchungen, sowohl an Abgüssen als auch am Original des Holotyps von „Skolithos annulatus“ ergaben, dass es sich wahrscheinlich um ein Exemplar des Spurenfossils Diplocraterion parallelum handelt, das aufgrund des Umstandes, dass das Stück stark abgerollt ist, fehlinterpretiert wurde. Die segmentierte Teilstruktur sei demnach kein fossilisierter Annelide, sondern ein „herausgewitterter Teil der Spreite“ des Wohn- und Fressbaus. Für das Zustandekommen der „Warzen“ auf der Spreite wurde bereits 1989 ein „mechanisch-chemisches“ Verwitterungs- und/oder Erosionsphänomen in Betracht gezogen †. Später wurde durch Vergleiche mit anderen Diplocraterion-Bauten in kambrischen Geschieben gezeigt, dass diese „Warzen“ Reste der verfüllten Mündungstrichter eines retrusiven Baus sein könnten.